# Südstadt-Rautheim-Mascherode
| Stadtbezirk Südstadt-Rautheim-Mascherode Stadt Braunschweig | Stadtbezirk Südstadt-Rautheim-Mascherode Stadt Braunschweig |
| ----------------------------------------------------------- | ----------------------------------------------------------- |
| Lage des Stadtbezirks Südstadt-Rautheim-Mascherode (rot)    |                                                             |
| Bezirksbürgermeister:                                       | Detlef Kühn (SPD)                                           |
| Stadtbezirk:                                                | Nr. 212                                                     |
| Einwohner:                                                  | 13.205 (31. Dez. 2017)                                      |
| Fläche:                                                     | 1508,1 ha                                                   |
| Bevölkerungsdichte:                                         | 8 Einwohner pro ha                                          |
| Postleitzahl:                                               | 38126                                                       |
| Die Braunschweiger Landwehr                                 |                                                             |

Südstadt-Rautheim-Mascherode ist ein Stadtbezirk (Nr. 212) Braunschweigs, der die südlich gelegenen Stadtteile umfasst. Zusammen mit den Stadtbezirken Stöckheim-Leiferde und Heidberg-Melverode bildet Südstadt-Rautheim-Mascherode den Gemeindewahlbezirk 21. Die Gesamteinwohnerzahl beträgt 12.745.

## Geografie
Im Stadtbezirk Südstadt-Rautheim-Mascherode liegen folgende Ortschaften:
- Jägersruh
- Lindenberg
- Mascherode
- Mastbruch-Elmaussicht
- Rautheim
- Schöppenstedter Turm
- Südstadt

Der Stadtbezirk liegt südlich der Bundesstraße 1 und der A 39. Rautheim ist über die Abfahrt Braunschweig-Rautheim an die Autobahn angeschlossen und hat ein eigenes Industriegebiet. Einige der Stadtteile liegen an der ehemaligen Braunschweiger Landwehr, so beispielsweise der Schöppenstedter Turm aber auch Rautheim und Mascherode.

## Politik
Stadtbezirksrat

Der Stadtbezirksrat des Stadtbezirks Südstadt-Rautheim-Mascherode hat 15 Mitglieder und setzt sich seit 2021 wie folgt zusammen:
- SPD: 6 Sitze
- CDU: 4 Sitze
- Grüne: 3 Sitze
- BIBS: 1 Sitz
- FDP: 1 Sitz

## Kultur und Sehenswürdigkeiten
Kirchen des Stadtbezirks
- Martin-Chemnitz-Kirche, evangelische Kirchengemeinde für Lindenberg und Elmaussicht.[5]
- Dorfkirche[6]
- St. Ägidien, evangelische Kirchengemeinde in Rautheim.[7]
- St. Heinrich, katholische Kirchengemeinde Mascherode.[8]
- St. Markus, evangelische Kirchengemeinde in der Südstadt.[9]

## Wappen
Lindenberg-Mastbruch-Elmaussicht, Mascherode, die Südstadt und Rautheim besitzen eigene Stadtteilwappen.

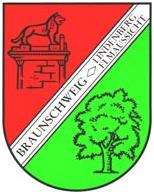
Lindenberg-Mastbruch-Elmaussicht
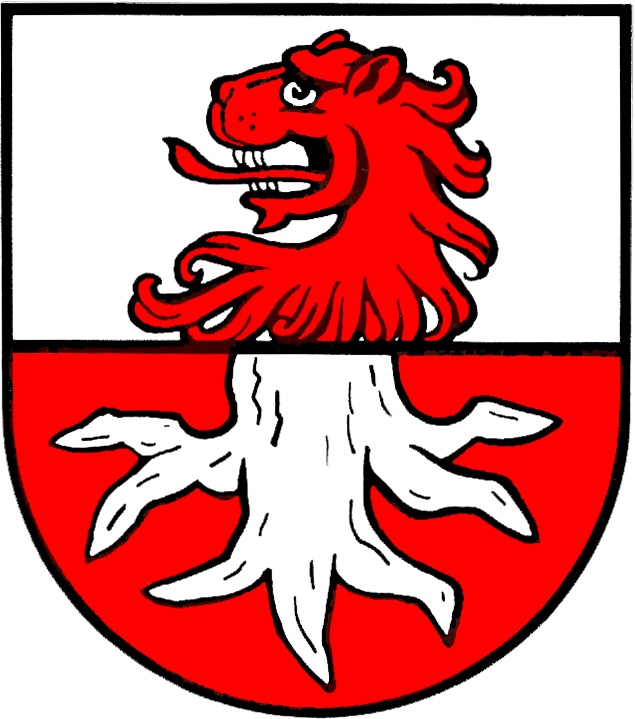
Mascherode
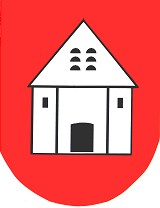
Südstadt
Rautheim